# Zaporoże (kraina)
Zaporoże (ukr. Запорожжя, również znana jako Niż) – historyczna nazwa terytorium nad dolnym Dnieprem, leżącego poniżej tzw. porohów (progów skalnych na rzece), w granicach administracyjnych dawnego województwa kijowskiego Rzeczypospolitej.
Historycznie region graniczy na zachodzie z Podolem i Jedysanem, na północy z Ukrainą Prawobrzeżną, Ukrainą Lewobrzeżną i Słobodszczyzną, na wschodzie z Krajem Wojska Dońskiego, a na południu z dawnymi ziemiami Chanatu Krymskiego.

## Historia

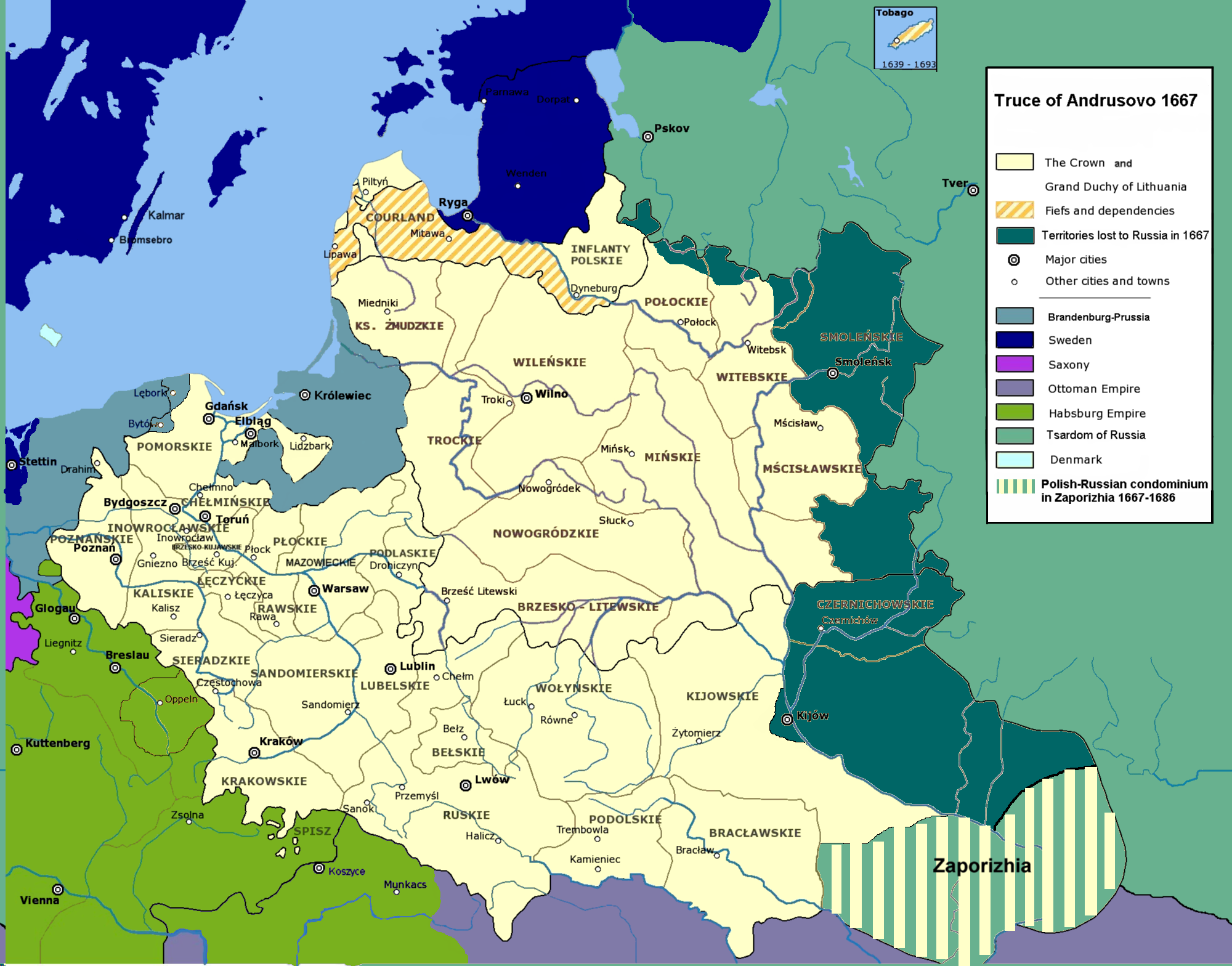
Rzeczpospolita po rozejmie andruszowskim w 1667 roku, kolorem ciemnozielonym zaznaczono ziemie Rzeczypospolitej będące w posiadaniu Carstwa Rosyjskiego na mocy rozejmu andruszowskiego, zaznaczono Zaporoże jako kondominium polsko-rosyjskie w latach 1667·1686

Terytorium Hetmanatu (fiolet), Siczy (sepia) i Ukrainy Słobodzkiej (zieleń) w połowie XVIII wieku

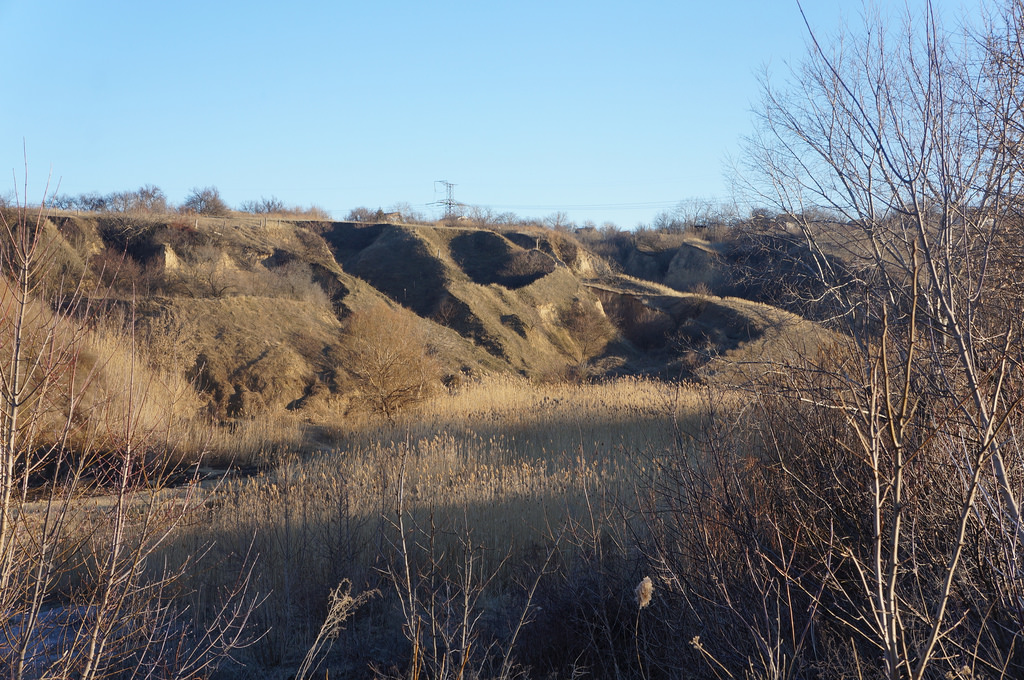
Pozostałości twierdzy Kudak

W średniowieczu koczowali tam Pieczyngowie, Połowcy i Tatarzy. Od czasów Witolda w XV–XVI wieku pod zwierzchnictwem Wielkiego Księstwa Litewskiego. W 1471 region wszedł w skład nowo utworzonego województwa kijowskiego. Od unii lubelskiej z 1569 roku w granicach Korony Królestwa Polskiego. W czasach gdy Zaporoże leżało w granicach Rzeczypospolitej, dominującym rodem magnackim na Zadnieprzu byli Wiśniowieccy. Z powodu ograniczonego zasięgu władz urzędników Rzeczypospolitej, Zaporoże stało się miejscem schronienia dla zbiegów oraz osiedlania się przybyszów z centralnej i wschodniej Rzeczypospolitej, a także uchodźców i osadników z Hospodarstwa Mołdawii, Hospodarstwa Wołoszczyzny i Carstwa Rosyjskiego. W 1635 na Zaporożu staraniami hetmana wielkiego koronnego Stanisława Koniecpolskiego została wzniesiona twierdza Kudak.
Od Korony Królestwa Polskiego Zaporoże zostało odłączone w 1686 w konsekwencji postanowień traktatu Grzymułtowskiego i zostało przyłączone do Rosji. W 1751 w północnej części Zaporoża przy granicy z Polską utworzono Nową Serbię (zlikwidowaną w 1764), w której osiedlali się przybysze z krajów bałkańskich i naddunajskich, głównie Mołdawianie i Serbowie. Od drugiej połowy XVIII wieku część Noworosji. W drugiej połowie XVIII wieku i na początku XIX wieku założono na Zaporożu m.in. miejscowości Aleksandrowsk, Krzywy Róg, Jekaterynosław, będące obecnie największymi miastami regionu. Od 1802 był podzielony administracyjnie między gubernie jekaterynosławską i chersońską. W XIX wieku nastąpił rozwój przemysłu wydobywczego (Krzywy Róg) i metalurgicznego (Kamieńskie, Jekaterynosław). W latach 1918–1919 Ukraińska Republika Ludowa, od 1919 Ukraińska SRR. Od 1922 w granicach Związku Socjalistycznych Republik Radzieckich, a od 1991 Ukrainy.

## Miasta

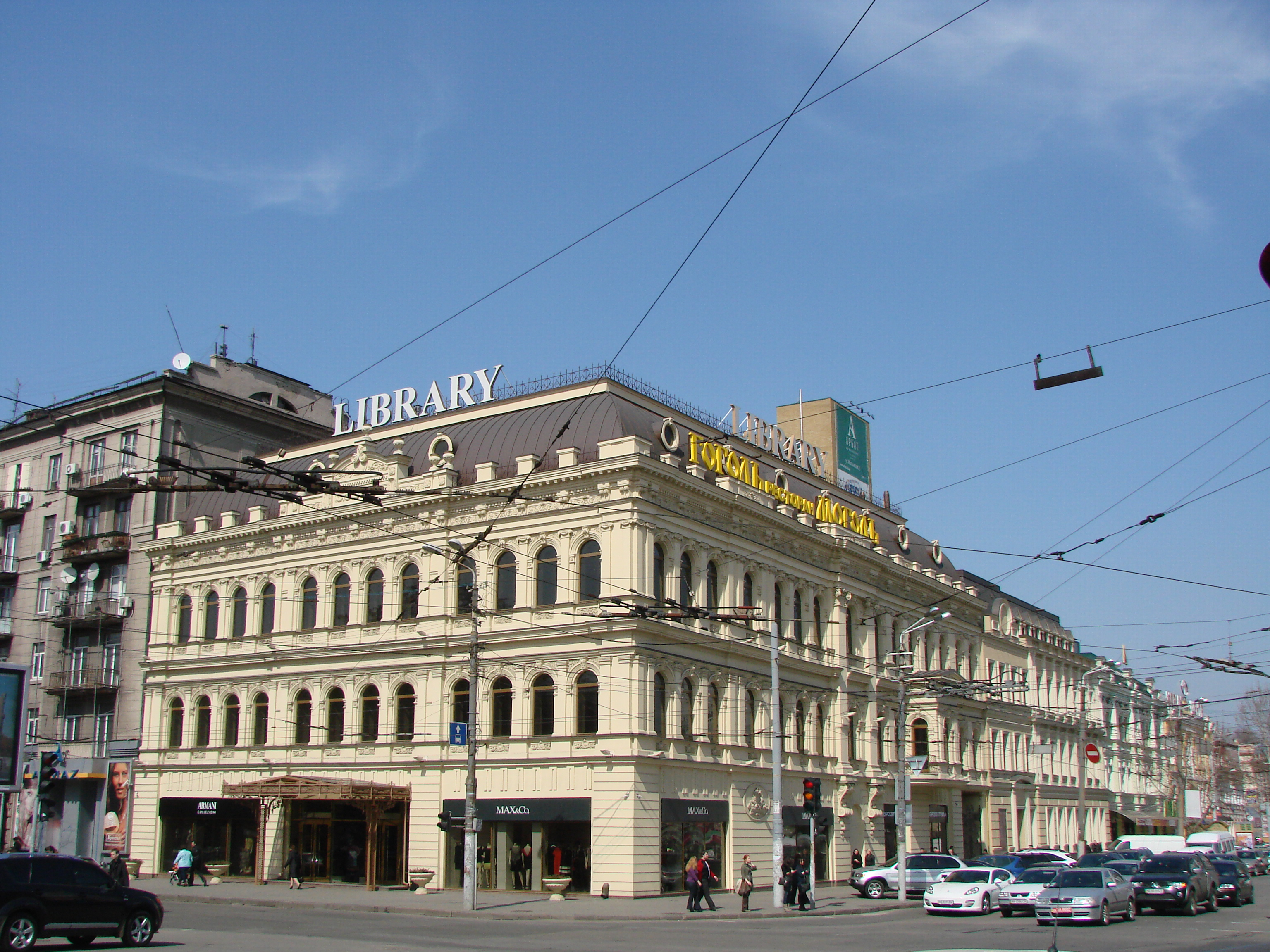
Dniepr, budynek Biblioteki Miejskiej

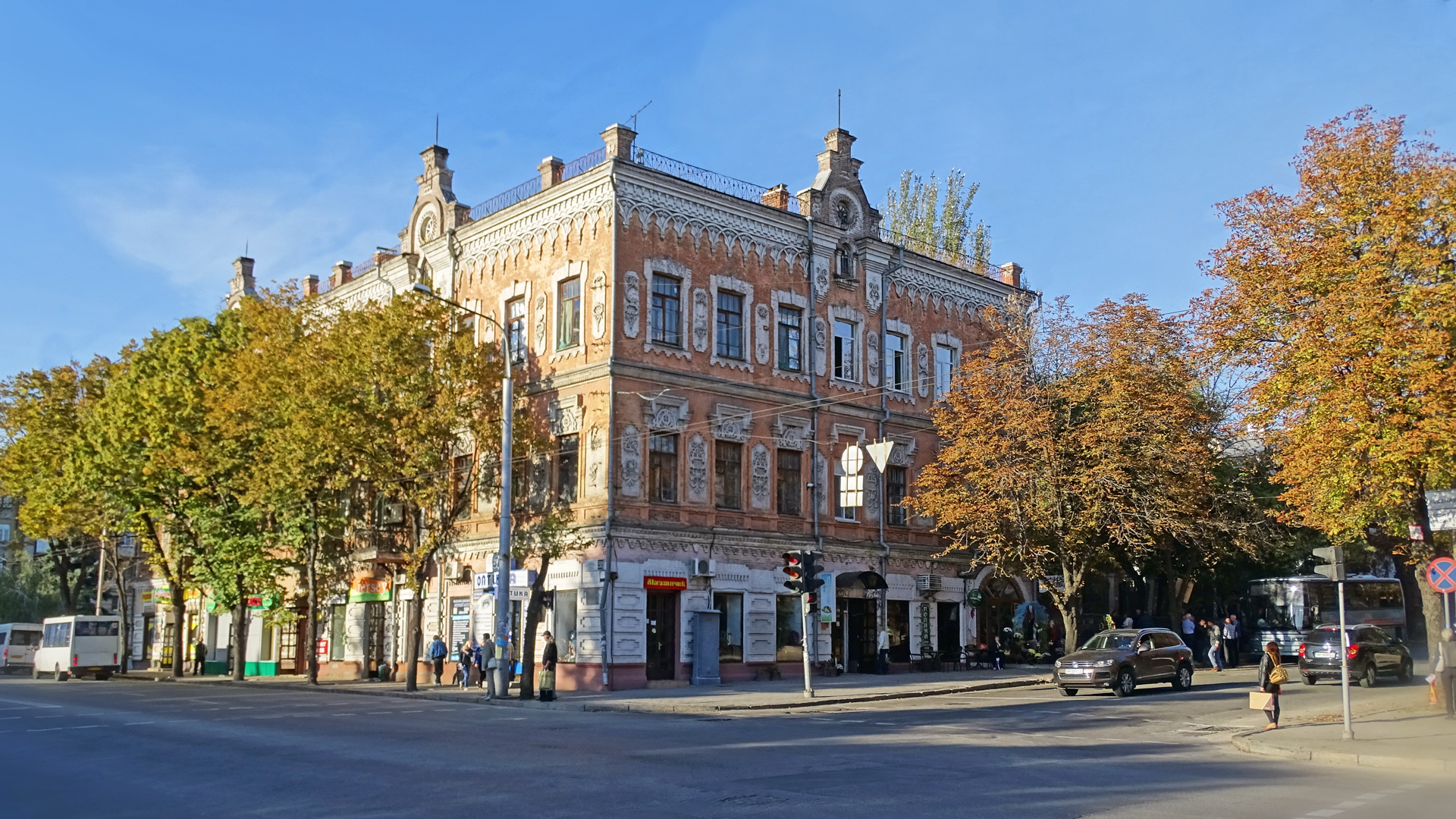
Zaporoże (miasto)

Największe miasta Zaporoża współcześnie (w granicach województwa kijowskiego Korony Królestwa Polskiego):
|     | miasto      | populacja (2016) | jednostka administracyjna |
| --- | ----------- | ---------------- | ------------------------- |
| 1.  | Dniepr      | 983 836          | Obwód dniepropetrowski    |
| 2.  | Zaporoże    | 756 927          | Obwód zaporoski           |
| 3.  | Krzywy Róg  | 642 333          | Obwód dniepropetrowski    |
| 4.  | Kamieńskie  | 239 237          | Obwód dniepropetrowski    |
| 5.  | Kropywnycki | 231 089          | Obwód kirowohradzki       |
| 6.  | Nikopol     | 115 447          | Obwód dniepropetrowski    |
| 7.  | Pawłohrad   | 108 623          | Obwód dniepropetrowski    |
| 8.  | Aleksandria | 82 187           | Obwód kirowohradzki       |
| 9.  | Samar       | 71 427           | Obwód dniepropetrowski    |
| 10. | Perwomajsk  | 66 606           | Obwód mikołajowski        |